# Jan Trip (1664-1732)

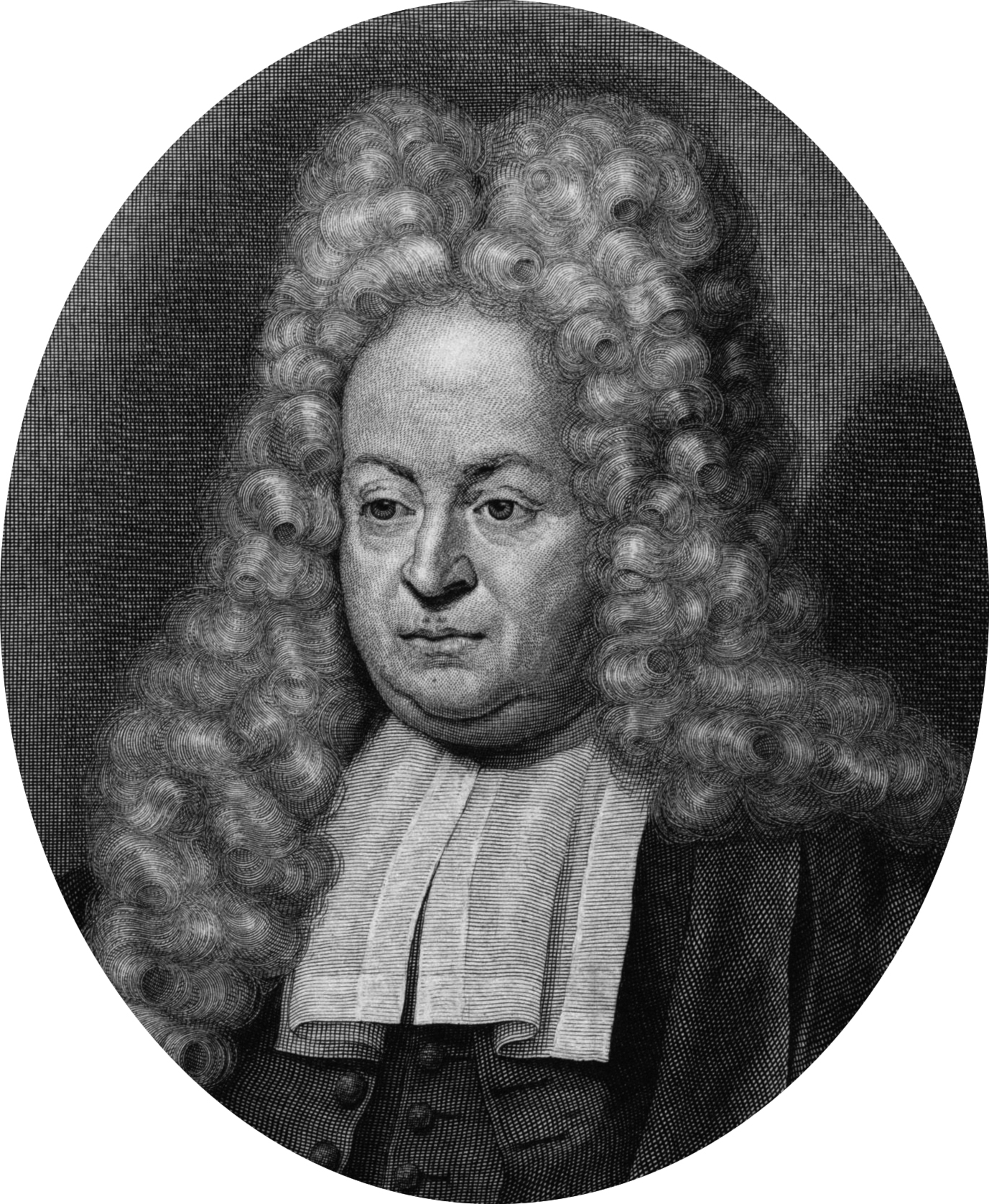
Jan Trip (1715)

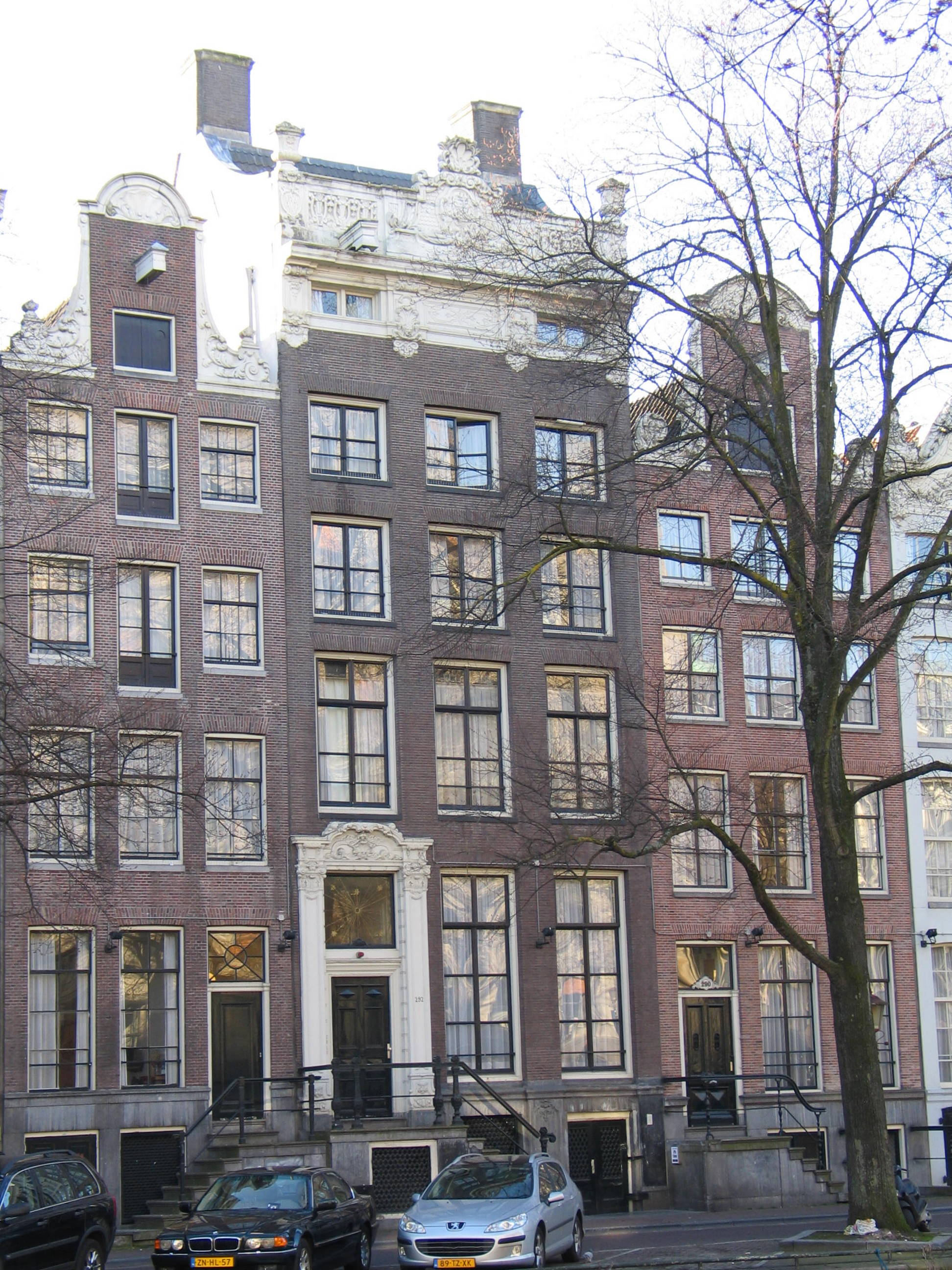
Het huis van Jan Trip van Berkenrode op Singel 292.

Jan Trip (31 oktober 1664 - 4 december 1732), sinds 1724 heer van Berkenrode, was lid van de Amsterdamse patriciërsfamilie Trip, bewindhebber van de Vereenigde Oost-Indische Compagnie en burgemeester van Amsterdam. In 1728 werd hij curator van de Leidse Hogeschool. In 1731 werd hij benoemd tot directeur van de Sociëteit van Suriname, een post die hij vermoedelijk behield tot in 1732.
Jan Trip was de zoon van Jacobus Trip (1627-onbekend) en Margaretha Munter (1639-1711).
In 1680 werd hij als 16-jarige kerkmeester van de Amsterdamse Oude Kerk. Hij promoveerde in 1685 in Leiden. In 1687 werd hij commissaris, in 1696 schepen, in 1707 burgemeester en in vermoedelijk 1709 raad van Amsterdam. Tussen 1707-1731 was hij vijftien keer burgemeester van Amsterdam.
In 1710 onderhandelde hij samen met Anthonie Heinsius over vrede tussen Holland en Frankrijk. 
Vanaf 1722 gold Trip tien jaar lang als de belangrijkste burgemeester van Amsterdam, maar zijn macht was nooit erg groot.  In 1727 werd de staatsgezinde Simon van Slingelandt gekozen tot raadpensionaris en werd Willem Buys gepasseerd, die de voorkeur had van Trip en Mattheus Lestevenon sr.
Jan Trip trouwde in 1690 met Margaretha Cesilia Nijs en hertrouwde in 1713 met Elisabeth Thiellens, vrouwe van Berkenrode. Zij overleed in 1724.

## Jan Trip de Jonge
Zijn zoon Jan, bijgenaamd de Jonge, uit het eerste huwelijk, gedoopt te Amsterdam 14 januari 1691, trouwde in 1715 met Petronella van Hoorn, geboren te Batavia. Zij was de dochter van Joan van Hoorn, gouverneur-generaal van de Vereenigde Oost-Indische Compagnie (VOC). Hij was secretaris van Amsterdam in 1715 en in 1719 commissaris. Jan Trip kocht in 1716 het landgoed Beeckestijn bij Velsen van zijn vader, die het op zijn beurt vijf jaar eerder had gekocht van Joan Corver.
- Biografisch Portaal: 97077760
- Gemeinsame Normdatei: 1025701011
- Virtual International Authority File: 268941230
- WorldCat: E39PBJwRRG99VHcgHMxrKPfXh3